# Фернандес, Хуниор
Анте́нор Ху́ниор Ферна́ндес да Си́льва Вито́рия (исп. Antenor Junior Fernándes da Silva Vitoria; род. 4 октября 1988, Токопилья, Антофагаста) — чилийский футболист, нападающий турецкого клуба «Эсенлер Эрокспор».

## Клубная карьера
Воспитанник футбольной школы клуба «Кобрелоа».
Во взрослом футболе дебютировал в 2007 году выступлениями на условиях аренды за команду клуба «Мехильонес».
Впоследствии с 2007 по 2011 года играл в составах чилийских командː «Кобрелоа», «Магальянес», «Палестино».
2 декабря 2011 года за 700,000 долларов перешёл из «Палестино» в «Универсидад де Чили». 5 декабря того же года официально был представлен в качестве игрока столичного клуба и получил 9 номер. Дебют состоялся 4 февраля 2012 года в матче против Депортес Ла-Серена.
Своей игрой за последнюю команду привлек внимание представителей тренерского штаба немецкого клуба «Байер 04», в состав которого перешёл в 6 июля 2012 года за 7 миллионов Евро. В течение следующего сезона, проведенного в клубе из Леверкузена, провел в составе его команды всего 6 матчей в национальном чемпионате. 26 мая 2013 году руководство немецкого клуба решило отдать Фернандеса на один сезон в аренду в хорватский «Динамо» (Загреб). 23 апреля 2014 года на 4 года подписал контракт с «Динамо».
В январе 2017 года до конца сезона был отдан в аренду в турецкий клуб «Аланьяспор». Он вернулся в «Динамо» в сезоне 2017/18 и дважды забил действующему чемпиону лиги «Риеке». Однако, поскольку «Динамо» не смогло выйти в финальную стадию Лигу Европы, проиграв «Скендербеу» в раунде плей-офф, он вернулся в «Аланьяспор» на постоянной основе.
19 августа 2020 года Фернандес присоединился к эмиратскому клубу «Аль-Иттихад».
23 января 2021 года вернулся в Турцию и в качестве свободного агента присоединился к клубу «Истанбул Башакшехир».

## Карьера за сборную
Дебют за сборную Чили состоялся 21 декабря 2011 года в товарищеском матче против сборной Парагвая (3-2).

## Достижения

### «Универсидад де Чили»
- Чемпион Чили: Ап. 2012

### «Динамо» (Загреб)
- Чемпион Хорватии: 2013/14, 2014/15, 2015/16, 2017/18
- Обладатель Кубка Хорватии: 2014/15, 2015/16
- Обладатель Суперкубка Хорватии: 2013